# COCOM
Il Comitato di coordinamento per i controlli multilaterali sulle esportazioni (Coordinating Committee for Multilateral Export Controls o COCOM) è stato un organismo creato nel 1949 dai paesi appartenenti al blocco occidentale per imporre un embargo sui paesi del Comecon. Il COCOM cessò di funzionare il 31 marzo 1994.

## Premesse
Tutti i paesi europei, compresa I'Unione Sovietica, furono invitati a partecipare al piano Marshall, ma dopo un primo incontro dei ministri degli esteri britannico, francese e sovietico, Mosca abbandonò la trattativa sostenendo di non poter accettare il requisito americano del coordinamento tra paesi beneficiari. Tuttavia, sia la Polonia sia la Cecoslovacchia accettarono il successivo invito a una conferenza da tenersi a Parigi il 12 luglio per discutere l'iniziativa americana. Ciò era inaccettabile per Stalin, che costrinse gli stati dell'Europa orientale a declinare l'invito, illustrando così nel modo più evidente come stavano le cose sotto il nuovo ordine politico. Una serie di eventi intervennero a ritmo serrato: nei primi mesi del 1948 i sovietici sostituirono il governo cecoslovacco con un'alternativa più adeguata; il giorno di San Patrizio (17 marzo) di quello stesso anno, il Regno Unito, la Francia e i paesi del Benelux firmarono un trattato di difesa reciproca a Bruxelles (UEO); a giugno Stalin bloccò tutto il traffico di superficie in entrata e in uscita da Berlino Ovest, iniziando il blocco della città.

## Storia
Il 1949 non vide solo la firma del Patto Atlantico, che impegnava gli Stati Uniti alla difesa dell'Europa occidentale, ma anche l'approvazione dell'Export Control Act, che dava all'esecutivo ampi poteri di controllo sulle esportazioni dirette non soltanto verso i paesi comunisti, ma verso tutto il mondo. Il problema che sorse in pratica quando si provò ad attuare tale politica era che gli alleati degli USA dovevano a loro volta essere coinvolti e concordare quali tipi d merci non potessero più essere esportate verso il blocco comunista. Ciò venne realizzato attraverso la creazione del COCOM, che avrebbe gestito i controlli sulle esportazioni occidentali in modo multilaterale per tutta la guerra fredda e che sarebbe stato sciolto solo nel 1994. Nel 1950, dopo la vittoria di Mao in Cina e lo scoppio della guerra di Corea, i governi occidentali erano sufficientemente preoccupati da concordare con gli statunitensi l'attuazione di un blocco allargato, o "economico", delle esportazioni, pensato per minare lo sviluppo economico comunista (mentre gli Stati Uniti interruppero del tutto i rapporti commerciali con la Repubblica Popolare Cinese). Entro il 1954, però, con la pace ristabilita in Corea e con Stalin morto, gli europei insistettero affinché il blocco fosse limitato a una lista più ristretta di merci "strategiche" utili agli sforzi militari del blocco sovietico e gli americani acconsentirono a tale richiesta.

## Conseguenze
Gli scambi Est-Ovest furono gravemente ridotti a causa della contrapposizione tra i due blocchi. Essi avevano rappresentato il 73,8% del commercio dell'Est nel 1938 e il 41,6% ancora nel 1948, ma solo il 14% nel 1953 (le cifre corrispondenti per l'Ovest sono rispettivamente il 9,5%, 4,1% e 2,1%). Nonostante l'allentarsi della tensione dopo il 1954, e la tendenza verso una maggiore apertura negli anni Sessanta e Settanta, il conflitto avrebbe continuato a ridurre seriamente il volume degli scambi Est-Ovest nei successivi trentacinque anni.